# (3156) Ellington
(3156) Ellington es un asteroide perteneciente al cinturón de asteroides, descubierto el 15 de marzo de 1953 por Alfred Schmitt desde el Real Observatorio de Bélgica, Uccle.

## Designación y nombre
Designado provisionalmente como 1953 EE. Fue nombrado Ellington en honor al músico estadounidense Duke Ellington.